# Eumaragma orthiopis
Eumaragma orthiopis là một loài bướm đêm trong họ Crambidae.